# Bernard Housset

Bischofswappen

Bernard Housset (* 1. Juni 1940 in Saint-Jean-Pied-de-Port) ist ein französischer Geistlicher und emeritierter römisch-katholischer Bischof von La Rochelle.

## Leben
Bernard Housset empfing am 29. Juni 1965 die Priesterweihe.
Papst Johannes Paul II. ernannte ihn am 17. Mai 1996 zum Bischof von Montauban. Der Erzbischof von Rouen, Joseph Marie Louis Duval, spendete ihm am 15. September desselben Jahres die Bischofsweihe; Mitkonsekratoren waren Jacques de Saint-Blanquat, Altbischof von Montauban, und André Charles Collini, Erzbischof von Toulouse. Am 28. November 2006 wurde er zum Bischof von La Rochelle ernannt und am 7. Januar des nächsten Jahres in das Amt eingeführt.
Am 9. März 2016 nahm Papst Franziskus seinen altersbedingten Rücktritt an.